# Jean Carrière

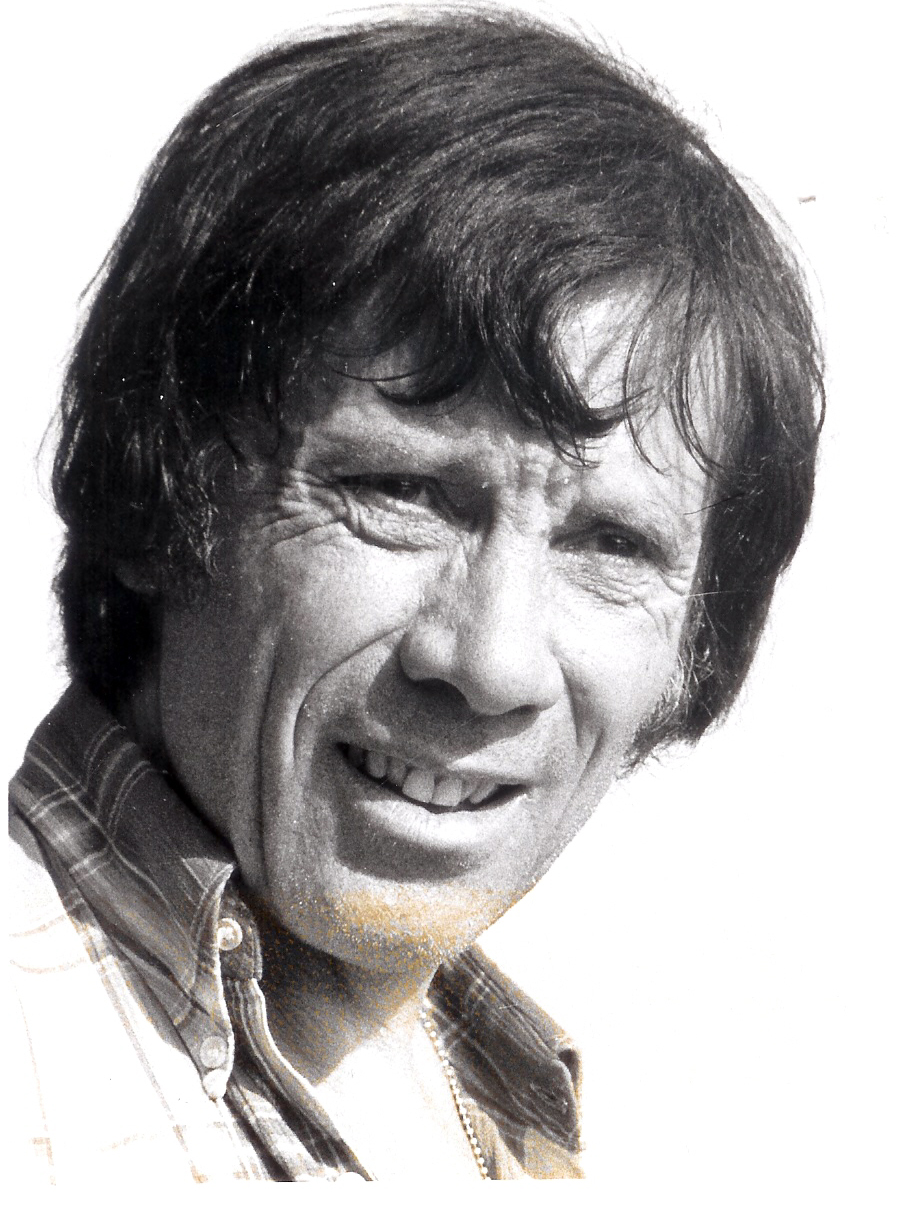
Jean Carrière

Jean Carrière (* 6. August 1928 in Nîmes; † 7. Mai 2005 ebenda) war ein französischer Schriftsteller und Essayist.

## Leben
Jean Carrière wurde 1928 in Nîmes im Languedoc als Sohn einer Pianistin und eines Dirigenten geboren. Er war zumindest zeitweise ein schlechter Schüler. Der Vater erkannte jedoch früh sein künstlerisches Talent. Jeans anfängliches Interesse galt der Musik. 1953 ging er nach Paris, um Musikkritiker zu werden, kehrte aber schon nach drei Monaten wegen eines psychosomatisches Leidens nach Hause zurück. Inzwischen war ihm klar geworden, dass literarisches Schreiben seiner wahren Berufung entsprach. Sein Vater vermittelte ihm daraufhin den Kontakt zu Jean Giono. Sechs Jahre (1954–1960) verbrachte Jean Carrière dort, um von seinem Idol und Mentor zu lernen. Seinen Lebensunterhalt bestritt er durch den Verkauf von Schallplatten und durch handwerkliche Gelegenheitsarbeiten. Giono beschaffte ihm eine erste Publikationsmöglichkeit für zwei Erzählungen in der regionalen Literaturzeitschrift Cahier de l’artisan. Seine Labilität erkennend, verpflichtete er ihn zu disziplinierenden Aufgaben, insbesondere zur Herausgabe einer Giono-Biographie, die Carrière allerdings erst 1985 fertigstellte.
Seine eigentliche literarische Laufbahn begann erst 1967 mit seinem ersten Roman Retour à Uzès (Rückkehr nach Uzès), für den er den Preis der Académie française erhielt. Fünf Jahre später (1972) erschien sein zweiter und wichtigster Roman: L'épervier de Maheux (Der Sperber von Maheux), für den er den Prix Goncourt erhielt. Das machte ihn in Frankreich und weit darüber hinaus berühmt. Die Auflage des Buches erreichte mehr als 2 Millionen Exemplare, es wurde in 14 Sprachen übersetzt. Damit wurde Carrière einer der erfolgreichsten Goncourt-Preisträger überhaupt. Doch der Tod des Vaters und weitere Schicksalsschläge sowie das permanente Gefühl beruflicher Überforderung stürzten ihn in tiefe Depression. Er veröffentlichte zwar weitere Romane, die aber nicht mehr den Verkaufserfolg seines Erstlings erreichen konnten. Erst mit der Autobiographie Le prix d'un Goncourt (Der Preis) gelang ihm 1987 ein gewisser literarischer Erfolg.
Parallel entfaltete Carrière auch in anderen Medien Aktivitäten. Im Auftrag von France Culture des Französischen Rundfunks zeichnete er fünfzehn Gespräche mit seinem literarischen Ziehvater Jean Giono auf. Für das französische Fernsehen ORTF drehte er Filme.
Carrières Werk geriet allmählich in Vergessenheit, er wurde kaum noch gelesen. Jean Carrière, der seine Heimat im Umkreis der Cèvennen, die sein ganzes Werk inspirierten, nie längere Zeit verließ, lebte bis zu seinem Tod am 7. Mai 2005 in Domessargues bei Nîmes.
Anzumerken bleibt, dass trotz des hohen Bekanntheitsgrads in Frankreich Autor und Werk in Deutschland bislang wenig Beachtung fanden. In den aktuellen deutschen Literatur-Nachschlagewerken ist er nicht vertreten.

## Werk

### Der Sperber von Maheux
In diesem Buch erzählt Carrière die Geschichte der armen Bauernfamilie Reilhan in den südfranzösischen Cevennen, die in ihrem entlegenen Gehöft Maheux immer nur so über die Runden kommt, bis es dann unaufhaltsam bergab geht und die Familie am Ende zerfällt. Sie spielt in der Zeit vor und nach dem Zweiten Weltkrieg, vor allem aber Mitte der 1950er Jahre. Der Autor nimmt den Leser mit in die fremde Welt der Berge, in das Hochland, das eher im hohen Norden oder in längst vergangenen Zeiten angesiedelt zu sein scheint als in der realen Nähe zur heiteren Mittelmeer-Sonne.
Lange Zeit hofft die Familie durch Beharrlichkeit und harte Arbeit ihre Existenz in der menschenfeindlichen Natur der Berge sichern zu können. Doch wie in einem schlechten Traum weht ihnen vom Schicksal stets nur eisiger Wind entgegen. Die Gründe für das Abwandern vieler Hochlandbewohner in die warmen Städte des Südens oder die reichen Gegenden des Nordens werden in diesem Roman schnell offenbar. So besteht das Essen der Reilhans meist nur aus Maronensuppe und Brot, dazu gelegentlich das kümmerliche Fleisch eines selbst geschossenen Eichelhähers und saurer Wein. Genügsamkeit und Improvisationsvermögen sind so die überlebenswichtigen Tugenden der Hochlandbewohner – Eigenschaften, die sich mit der Zeit aber auch in Schicksalsergebenheit und Stumpfsinn wandeln können. Carrière beschreibt diesen Zwiespalt am Beispiel der Hochlandfrauen:
Die Frauen sind schwarz von Kopf bis Fuß, tragen mit zwanzig Jahren Trauer um ihre eigene Jugend. Im ständigen Kampf mit einer Existenz, die sie genauso fesselt wie ihre Kleidung … bringen sie ihre Kinder hastig zwischen zwei Waschtagen zur Welt, begraben sie ihre Toten zwischen zwei Ernten, verfügen sie nie über das, was man in privilegierten Kreisen „einen Augenblick für sich“ nennt. … Ohne Übergang gleiten sie aus einer welken Jugend, wie ausgeglüht von einer bösen Sonne oder ausgezehrt von einem Fieber, hinüber in eine rührige und alterslose Dürre. Am Ende ihres Lebens nehmen sie im Haus nicht mehr Platz ein als ein Schemel. Man lässt sie in einer Ecke und rührt sie nicht mehr an, bis sie ohne Umstände verlöschen.
Die Geschichte beginnt mit einem Betrug: Der letzte Bewohner von Maheux, genannt „Reilhan der Schweigsame“, schreibt einer entfernten Cousine empathische Liebesbriefe, deren blumige Texte er dem Feuilleton alter Zeitungen „entnimmt“, um sie damit in die Ödnis der Berge zu locken. Verblendet von der Poesie eines – wie sie glaubt – edlen Charakters, willigt sie in die Heirat aus der Ferne ein. Doch bitter ist die Enttäuschung, als sie die armseligen Verhältnisse vor Ort sieht und feststellen muss, dass ihr wortkarger Mann genau das Gegenteil von dem ist, was ihr die Briefe versprachen. Jedoch ist ein Zurück nicht mehr möglich. Zwei Söhne werden geboren, zuerst der bärenstarke, aber geistig zurückgebliebene Abel, dann Joseph – normal intelligent, aber schwächlich und antriebslos. Gleichwohl ist Joseph von Anfang an der Lieblingssohn der Mutter. Nach einem Sturz von einer Brücke hinkt Joseph dauerhaft. Seine Mutter päppelt ihn heimlich mit hochwertiger, teurer Nahrung wieder auf, die sie den anderen vorenthält. Sie verhilft ihm schließlich dazu – stellvertretend für ihre eigenen Wünsche – der Ödnis der Berge zu entkommen und im Tal als Angestellter in einer Pfarrei ein Auskommen zu finden. Als Josef bei einem Aufenthalt in der Schweiz das grandiose Bergpanorama sieht und Einblicke in die schöne, reiche und gebildete Welt des Bürgertums erhält, beginnt er sich seiner armseligen Herkunft zu schämen. Rasch entwickelt er eine innere und äußere Distanz zu seiner Familie. Seine Besuche zuhause werden selten, und die Mutter beginnt daraufhin allmählich zu verkümmern. Abel hingegen, der grobschlächtige Waldarbeiter, der nach dem Vater kommt, erträgt die Rauheit des Klimas und die Entbehrungen des Hochlandes gut. Nur in Gesellschaft von Menschen fühlt er sich unsicher. Nachdem der Vater gestorben und der Bruder weggezogen ist, heiratet er die mürrische und von Männern allseits verschmähte Marie, Tochter von Depuech, dem besten Freund seines Vaters. Danach sieht es zunächst so aus, als ob die beiden Außenseiter ein neues Leben in den Bergen beginnen könnten. Doch Schicksalsschläge lassen das nicht zu. Marie hat eine Fehlgeburt und kann danach keine Kinder mehr bekommen. Ihre Schwiegermutter – schon länger nicht mehr normal – fängt an, sich zu beschmutzen und sich Marie gegenüber feindlich zu verhalten. Im folgenden Jahr herrscht eine große Dürre. Die Zisterne auf dem Hof ist schnell leer, und die Suche nach Wasser wird zur existentiellen Frage. Der letzte Kampf der Reilhans um Maheux beginnt.
Obwohl spannend geschrieben, ist das eigentliche Faszinosum des Buches – also das, was es von anderen Büchern unterscheidet – nicht so sehr die Spezifität der Handlung, die Geschichte der Reilhans und die Details ihres ärmlichen materiellen und problematischen soziales Umfelds, als vielmehr die Art und Weise, wie dieses Buch geschrieben ist, Carrières unverwechselbarer Schreibstil. Dieser lässt Einflüsse von Giono erkennen, ist aber doch sehr eigenständig: Bezeichnend sind z. B. lange Sätze mit vielen Einzelbeobachtungen und Assoziationen, getaucht in eine Flut dahinfließender Bilder, Metaphern und Vergleichen. Präzise naturalistische Schilderungen in lyrischer Sprache prägen größere Teile des Werks. Selbst banal erscheinende Dinge werden von ihm mit großer Hingabe beschrieben – in einem Stil, den Franzosen „flamboyant“ (flammend) nennen. Beispiel:
Mitten im August … sieht man das Elend der Dinge, sieht man gleichsam ihre von der Gewalt des Lichtes ausgezehrte Kehrseite, aschfarbene Wege, schmutzige Erdflächen vom ranzigen Gelb afrikanischer Steppen, schiefergepanzerte Wände, die den fiebrigen, bleifarbenen Glanz eines Gewittertages zurückwerfen; Schäfereien, am Boden zermalmt durch das Gewicht riesiger Schieferziegel, auf die die Sonne herunterbrennt und deren Trümmer wie Schulterblätter auf dem Boden bleichen; Weiler, hier und dort angefressen durch hohle, dornengeschwärzte Gebäude, die ihre gekalkten Fassaden in emsiger Verschachtelung in die Höhe winden, um sehen zu können, was in der Ferne geschieht.
Seine Beschreibungen vermitteln direkt und doch poetisch überhöht zugleich, was die Protagonisten vor Ort sehen, erleben und erleiden müssen. Das, was in „normalen“ Romanen als Kulisse, als ausschmückende Hintergrund-Tapete dient, wird in diesem Buch oft und über viele Seiten zum Vordergrund. Es sind dies aber keine langweiligen Exkurse, im Gegenteil: Die eigentliche Story verblasst nicht selten im Vergleich dazu. Die dufterfüllte, intensive Schönheit des Bergfrühlings, die unbarmherzige Hitze und Dürre des Sommers und vor allem die Wucht des langen Winters mit Eis und Kälte, Schnee und Sturm, die zum Verlieren der Sicht, der Orientierung und schließlich der Hoffnung und des Verstandes führt, werden in dem Buch mit einer so plastischen, metaphergesättigten Ausdruckskraft geschildert, dass es schwerfällt, hierin vergleichbare Autoren zu finden.
Ähnlich wie Jean Giono und Julien Gracq ist Jean Carrière ein Meister der Beschreibung von Außenwelten, ein in Frankreich unübliches Element der Romanausstattung, das von den spitzen Federn der Literaturkritiker in Paris schnell mit negativ gemeinten Begriffen wie Naturpoesie und Regionalismus abgetan wird. Dabei wird übersehen, dass es in Carrières Buch auch um die grundsätzlichen Bestandteile menschlicher Existenz geht: Arbeit, Ruhe, Essen, Beten, Schlafen, Krankheit, Zukunftspläne, Reisen, Sexualität, Heirat, Geburt und Tod – Dinge, die keineswegs das Ergebnis regionaler Lebensumstände sind, sondern verallgemeinert werden können. Der unvoreingenommene Leser merkt recht schnell, dass die Wünsche, Träume, Ängste und Enttäuschungen der Reilhans stellvertretend stehen – dass sie zwar in den konkreten Details, nicht aber im Prinzip von den seinen verschieden sind.
Beeindruckend ist auch, wie es Carrière gelingt, sehr tief in seine Charaktere vorzudringen, gedankliche und emotionale Innenwelten glaubhaft nachzuzeichnen. Eben noch dem Erzähler lauschend gerät der Leser fast übergangslos mitten hinein in die Weltsicht der Protagonisten, beginnend mit der Mutter, dann Josef, schließlich der Vater, den Hausarzt nicht auslassend, um am Ende Leben und Sinn mit den Augen des einfältigen Abel zu betrachten. Mit solchen Perspektivwechseln gelingt es Carrière, jeden seiner Charaktere lebendig werden zu lassen; zugleich zeigt er, dass jeder für sich ein logisches, in sich stimmiges Lebenskonzept hat. Beim Versuch, die unterschiedlichen Ansichten und Wünsche und die daraus resultierenden Interessenskonflikte der Protagonisten verstehen zu wollen, merkt der Leser, dass Begriffe wie gut und böse nicht weiter helfen: zu begrenzt deren Spielraum, zu idealistisch der Anspruch. In Carrières Roman gibt es keine Helden, niemanden, der dauerhaft die Sympathie des Lesers zu gewinnen vermag, und auch kein Happy End. Die Welt wird nicht gerettet; sie dreht sich nur weiter. Harter, nüchterner Realismus vor einem Hintergrund außergewöhnlicher Poesie zeichnet das Buch aus, in dem Prosa und Lyrik überzeugend vereinigt sind.

### Der Preis
In dem autobiographischen Werk Der Preis zeichnet Jean Carrière wichtige Passagen seines privaten und beruflichen Lebens nach. Das Buch beginnt mit der Beschreibung jener Szene in Paris, wo er am 21. November 1972 zusammen mit Frau und Freunden am Radio auf das Ergebnis der Kommission wartet, die über den Gewinner des Prix Goncourt entscheidet. Carrière rechnet sich kaum Chancen aus, und so trifft ihn der Gewinn der bedeutendsten französischen Literaturauszeichnung völlig überraschend: Über Nacht wird er zum Medienstar, und sein Leben verändert sich radikal. Carrière beschreibt das nun einsetzende Geschehen mit:
Der Tag explodierte mir im Gesicht, aufs Köstlichste mörderisch, und ließ mir nicht die Zeit, Abstand zu dem ganzen Getöse zu finden. Bewegt fiel ich vom Händedruck in die Umarmung, vom Studio in die Redaktion, vom Telefon zum Interview, mitgerissen von einem Strom, den ich nicht unter Kontrolle hatte, glücklich, als ich meine Mutter vor Freude am anderen Ende der Leitung weinen hörte.
Der Verkaufserfolg seines Buches Der Sperber von Maheux sprengt alle Rekorde. Anfänglich geschmeichelt und glücklich, ist Carrière bald nicht mehr er selbst. Er verliert den inneren Halt, will es allen recht machen, wird zum willenlosen Opfer des Literaturbetriebs. Auch wenn er sich nun langgehegte Wünsche erfüllen kann und Geldsorgen endlich der Vergangenheit angehören, erweist sich der Preis nicht als sein großes Glück. Vielmehr geht es mit ihm bergab. Er braucht fünfzehn Jahre, um sich vom Prix de Goncourt zu erholen.
Soweit der Rahmen. In gewisser Hinsicht täuscht der Titel. Denn der Preis steht nicht so sehr im Mittelpunkt der Schilderung, wie es der Titel verkündet. Schon bald nach dem Eingangskapitel mit der Schilderung der Preisverleihung zeigt sich eine andere Wirklichkeit, die Carrière in Form einer weit ausholenden Lebensrückblende darlegt. Da gibt es wichtigere Dinge als den Verlust der Balance im Medientaumel. Zwei gegensätzliche Schicksalskomponenten treffen in seiner Jugend aufeinander: zum einen sein großes künstlerisches Talent, anfänglich nur der Musik gewidmet, zum anderen die nach einer glücklichen Kindheit zerstörerische Wirkung einer rätselhaften Krankheit. Letztere befällt ihn über Nacht im Alter von 18 Jahren:
… da packte plötzlich ein Gefühl der Leere mein Herz, entsetzlich, unbarmherzig, ein widerliches Gefühl, als müsste man seine Seele auskotzen … Die Geräusche kamen bei mir an wie abgedämpft durch die Entfernung – eine Entfernung, die nicht räumlich war, eher ein innerer Abstand. Ich war undurchdringlich, in mir selbst zweifach verriegelt. …Ich verdaute nicht mehr. Meine Magerkeit wurde so furchtbar, daß man hätte glauben können, ich käme von Auschwitz. Ich schied meine Nahrung in Form eines rötlichen Wassers aus… Die Angst zerrieb mir die Eingeweide.
Über dreißig Jahre entfacht dieses rätselhafte Leiden in ihm eine Art innere Hölle, und kein Arzt kann ihm helfen. Sein Kampf gegen diese Krankheit und seine zugleich unstillbare Sehnsucht nach dem verlorenen Glück der Kindheit setzen in ihm die Energie frei, die ihn rastlos und kreativ zugleich werden lässt. Der Prix Goncourt verschärft nur seinen ohnehin schon desaströsen Zustand. Tabletten- und Alkoholmissbrauch sind die Folgen. Nach der Preisverleihung sieht sich Carrière dem Erwartungsdruck der Öffentlichkeit bald nicht mehr gewachsen. Er fühlt sich erschöpft und entmündigt vom professionellen Literaturbetrieb. Die städtische Welt mit ihrer beflissenen Bildungsbürgerlichkeit, oberflächlichen Eloquenz und kommerziellen Inszenierung ist ihm innerlich fremd. Sie passt nicht zu ihm, dem verwilderten Außenseiter, der viel lieber auf stundenlangen Fußmärschen durch die Stille und Einsamkeit der Garrique läuft, im steten Versuch, innere Ruhe zu finden.
Seine künstlerische Schaffenskraft leidet sehr unter der Wirkung des Preises. Zwar hat er sich in seinem neuen Domizil in Domessarges bei Nîmes eine schöne Villa bauen lassen, und sein Arbeitszimmer mit Blick auf die Berge ist mit Mahagoni-Möbeln eingerichtet. Doch innerlich fühlt er sich leer, hat das Gefühl, keinen einzigen, seinen hohen Ansprüchen genügenden Satz mehr zustande bringen zu können. Ständig auf der Flucht vor dem weißen Papier macht er liebend gern jede andere erdenkliche Arbeit, und sei es nur, ein Loch im Garten zu graben, um es nachher wieder zuzuschütten. Dann bricht seine Frau Michele mit einem Gehirnschlag zusammen. Ihr rechter Arm ist gelähmt und ein Auge dazu. Fast ein Jahr dauert es, bis sie wieder gesund wird. Jean kümmert sich liebevoll um sie. Trotzdem ist danach ihr Verhältnis dauerhaft gestört. Schließlich lassen sie sich scheiden. Nach Michele wird Francoise seine Frau.
Eines von Carrières Dauerproblemen ist es, nachts nicht schlafen zu können. Die Angst davor ist ihm längst zum Trauma geworden. Tabletten helfen nicht mehr. Mangel an Tiefschlaf und Traumverarbeitung bringen ihn zeitweise völlig aus dem Gleichgewicht, führen ihn ins Halbdunkel von Obsessionen und wirren Phantasien bis hin zu Selbstmordgedanken. Er wird manisch-depressiv und entwickelt allerlei Macken, z. B. eine Spinnenphobie – jeden Abend sucht er das ganze Zimmer nach ihnen ab und dreht dabei sogar die Bilder an den Wänden um.
Parallel setzt ihm von außen die Nachwirkung des Preises weiter zu: Berge von Post aus aller Welt erreichen ihn täglich, vor allem Dankesschreiben, Bittbriefe und Stapel von Manuskripten, die um literarische Stellungnahme und Protektion bitten. Es sind so viele, dass seine Frau Michele ihre Lehrerstelle aufgeben muss, um als seine Sekretärin die Flut von Post und Terminen bewältigen zu können. Sein Name wird überall zu Vermarktungszwecken nachgefragt. Früher ein armer Poet, ein Waldmensch, ein Verrückter – abgemagert, exzentrisch, hinter jedem Weiberrock herlaufend, vom Lehrergehalt seiner Frau lebend und von den Nachbarn verspottet – wird er in der Region jetzt überall geachtet und hofiert. Sogar im politischen Wahlkampf ist er als Prominenter willkommen. Doch sein literarischer Ruf ist bereits Vergangenheit. Die scharfzüngige Pariser Presse hat ihn längst abgeschrieben. In ihrer Neigung zu spöttischen Schubladen hat sie ihn zum Sperbermann degradiert. Da Carrière literarisch nicht nachlegen kann, bleibt es in der Öffentlichkeit bei diesem Urteil.
Das Buch endet mit einer glücklichen Wendung. Ein befreundeter Arzt verschreibt ihm ein neuartiges Mittel, das ihn von seiner Schlaflosigkeit heilt. Carriere fühlt sich wie neu geboren und erholt sich auch von seiner Depression. 1987, mit fast 50 Jahren, findet er endlich seinen inneren Frieden wieder. Er schreibt daraufhin das Buch Der Preis als Lebensbilanz und Rechtfertigung vor sich selbst und anderen.
Der Preis ist ein autobiographischer aber durchaus generalisierbarer Abriss über das zwiespältige Wesen künstlerischer Arbeit. Außenseitertum, krankheitsbedingte Getriebenheit, Schicksalsschläge und ständige materielle Unsicherheit sind der Preis, der für die Erschaffung eines literarischen Werks von dauerhaftem Wert zu zahlen ist – Prosa geschrieben unter Qual, Verwirrung und Entbehrung – geschaffen von der Sensibilität einer dünnen Haut, deren unvermeidbare Kehrseite große Verletzbarkeit ist. Carrière schildert sehr offen und persönlich bis in kleinste Detail, was es heißt, sich der Schriftstellerei zu verschreiben, damit anfangs nur auf Ablehnung zu stoßen, sein Manuskript zu verbrennen, ein anderes zehn Jahre in der Schublade liegen zu lassen, dabei aber sich stets treu zu bleiben und weiter zu kämpfen.
Das Buch ist erhellend in dem Sinne, dass es detaillierte Einblicke hinter die Kulissen des Erfolgs gibt. Allerdings hat es auch Schwächen. So stellt Carrière seine Fähigkeit zu poetisch-bildreichen Exkursen zwar auch hier wieder unter Beweis, doch verliert sich das mitunter in einem Rausch sprachlich aufwendiger Konstruktionen, die mit dem ansonsten eher nüchtern gehaltenen Reportage-Stil nicht immer harmonieren. Auch in der Form finden sich Schwächen. Die Einteilung in zahlreiche Kapitel ohne Überschriften bietet dem Leser, der den Gang der Entwicklung des Künstlers verstehen möchte, keine Orientierung. Die letzten Kapitel vermitteln sogar den Eindruck, als seien sie auf die Schnelle dahingeschrieben. Ein Resümee zieht der Autor nicht. Hat sich der Preis in Anbetracht, was er dafür bezahlen musste, für ihn gelohnt? Die Frage lässt sich nur indirekt beantworten.
Das Buch ist gleichwohl für jeden, der sich für das Leben von Künstlern interessiert oder der selbst schriftstellerische Versuche unternimmt, eine Quelle der Offenbarung. So erfährt der Leser auch, warum im Sperber von Maheux den verbliebenen Bewohnern im zweiten Teil das Wasser ausgeht. Carrière hatte schon in Manosque den ersten Teil geschrieben, wusste dann aber nicht weiter. Ihm war erzählerisch „das Wasser ausgegangen“. Die Wandlung der Alltagsmetapher in dramaturgische Romanrealität war Carrières Kniff, die Handlung wieder voranzutreiben, sie mit Spannung neu aufzuladen.

### Essays
Carrières Essayistik beschäftigt sich unter anderem mit Sigourney Weaver und seinem literarischen Freund Jean Giono, für den er in Manosque als persönlicher Sekretär arbeitete, und Julien Gracq; Letzterer hatte schon 1951 den Goncourt-Preis abgelehnt und hatte hier wohl Vorbildfunktion. Ein Band von Gesprächen mit Maurice Chavardès, Le Nez dans l'herbe, erschien 1981. Ein weiteres exemplarisches Werk ist der Roman Feuille d'or sur un torrent, der 2002 herauskam; er verzeichnet die Odyssee eines Geschwisterpaars von der Camargue nach Labrador, das der Mittelmäßigkeit seiner Welt entfliehen und eine verloren geglaubte Freiheit wiederentdecken will.

## Werkverzeichnis
In französischer Sprache
- Retour à Uzès. Paris (La Jeune Parque)1967.
- L'Épervier de Maheux. Paris (Pauvert) 1972.
- La Caverne des pestiférés (2 Bände). Paris (Pauvert) 1978–1979.
- Le Nez dans l'herbe. Paris (La Table ronde) 1981.
- Jean Giono. Paris (La Manufacture) 1985.
- Les Années sauvages. Paris (Laffont/Pauvert) 1986.
- Julien Gracq. Paris (La Manufacture) 1986.
- Le prix d'un goncourt. Paris (Laffont/Pauvert) 1987.
- L'Indifférence des étoiles. Paris (Laffont/Pauvert) 1994.
- Sigourney Weaver, portrait et itinéraire d'une femme accomplie. Paris (La Martinière) 1994.
- Achigan. Paris (Laffont) 1995.
- L'Empire des songes Paris (Laffont) 1997.
- Un jardin pour l'éternel Paris (Laffont) 1999.
- Le Fer dans la plaie. Paris (Laffont) 2000.
- Feuilles d'or sur un torrent. Paris (Laffont) 2001.
- Passions futiles. Paris (La Matinière) 2004.
- L'Ame de l'épervier. (Omnibus) 2007 - posthumes Sammelwerk mit 6 seiner wichtigsten Romane

In deutscher Sprache
- Der Sperber von Maheux. Heidelberg (Wunderhorn) 1980.
- Der Preis. Heidelberg (Wunderhorn) 1988.